# 588
Раннє Середньовіччя. Триває чума Юстиніана. У Східній Римській імперії продовжується правління Маврикія. Лангобарди частково окупували Італію і утворили в ній Лангобардське королівство. Франкське королівство розділене між синами Хлотара I. Іберію займає Вестготське королівство. В Англії розпочався період гептархії. Авари та слов'яни утвердилися на Балканах.
У Китаї період Північних та Південних династій. На півдні править династія Чень, на півночі — династія Суй. Індія роздроблена. В Японії триває період Ямато. У Персії править династія Сассанідів. Степову зону Азії та Східної Європи контролює Тюркський каганат, розділений на Східний та Західний.
На території лісостепової України в VI столітті виділяють пеньківську й празьку археологічні культури. VI століття стало початком швидкого розселення слов'ян. У Північному Причорномор'ї співіснують різні кочові племена, зокрема кутригури, утигури, сармати, булгари, алани, авари, тюрки.

## Події
- Чума охопила Галлію.
- Розпочалася персо-тюркська війна. Битва при Мартирополі.
- Візантійські війська на перському фронті підняли бунт, що призвело до зміни командування.
- Авари розбили візантійців на Балканах, але відступили в Сірмій, отримавши відкуп від імператора Маврикія.
- Франки під проводом Хільдеберта II спробували вторгнутися в північну Італію, але лангобарди дали їм відсіч.
- Лангобарди прийняли християнство.
- Інтронація імператора Сусюна в Японії.